# Cryptobelus
Cryptobelus is een kevergeslacht uit de familie van de boktorren (Cerambycidae). De wetenschappelijke naam van het geslacht werd voor het eerst geldig gepubliceerd in 1878 door Thomson.

## Soorten
Cryptobelus is monotypisch en omvat slechts de volgende soort:
- Cryptobelus gestroi Thomson, 1878